# Emil Greul
Johann Emil Greul (* 29. Dezember 1895 in Neubessingen, Bezirksamt Karlstadt; † 30. Oktober 1993 in Bremen) war ein deutscher Offizier, zuletzt Admiralstabsarzt sowie letzter Sanitätschef der Kriegsmarine und Chef des Marinemedizinalamtes.

## Leben
Greul trat während des Ersten Weltkriegs als Freiwilliger am 1. Mai 1915 in die Bayerische Armee ein und wurde der Feldartillerie zugeteilt. Mit Beendigung des Krieges, in dem er mit dem Eisernen Kreuz II. Klasse und dem Verwundetenabzeichen in Schwarz ausgezeichnet worden war, erfolgte als Leutnant der Reserve seine Entlassung aus dem Militärdienst.
Während seines Studiums wurde er Mitglied der Akademisch-Musikalischen Verbindung Würzburg.
Er bemühte sich um die Aufnahme in die Reichsmarine und wurde am 17. Februar 1922 durch Verfügung der Marineleitung in das aktive Marinesanitätsoffizierskorps eingestellt.
Als Flottenarzt der Kriegsmarine war er im Zweiten Weltkrieg ab 1939 Chefarzt des Marinelazaretts in Wesermünde. Ab 1941 leitete er in Tübingen als Admiralarzt bis Oktober 1943 die Marineärztliche Akademie. Seit Oktober 1943 Sanitätschef der Kriegsmarine, bekleidete er dieses Amt auch nach der Kapitulation bis zum 23. Mai 1945. Greul war einer der Herausgeber der Zeitschrift Der Deutsche Militärarzt.
In der Nachkriegszeit befand er sich vom 23. Mai 1945 bis zum 17. August 1947 in alliierter Kriegsgefangenschaft. Später ermunterte er Hartmut Nöldeke zur Veröffentlichung erster Arbeitsergebnisse zum Thema Sanitätsdienst an Bord und „zu weiterem Suchen nach noch verborgenen Unterlagen, vor allem aus dem Zweiten Weltkrieg, um die Lehren aus der Vergangenheit für die Gegenwart und die Zukunft nutzbar zu machen“. Greul war ab 1948 Präsident der Landesgesundheitsverwaltung Bremen und von 1953 bis 1962 als Senatsdirektor Stellvertreter der Senatsverwaltung für Gesundheit.
Greul war seit dem 14. Juli 1932 mit Irma Gertrud Johanna geb. Sievers (1907–1986) verheiratet. Die Eheschließung fand in Hamburg statt. Emil Greul starb am 30. Oktober 1993 um 05:30 Uhr in seiner Wohnung in der Anna-Lühring-Straße 37 in Bremen im Alter von 97 Jahren.

## Auszeichnungen
- Wehrmacht-Dienstauszeichnung IV. und III. Klasse
- Kriegsverdienstkreuz (1939) II. und I. Klasse mit Schwertern
- Ritterkreuz des Kriegsverdienstkreuzes mit Schwertern am 20. April 1945